# Albrecht Düren
Albrecht Düren (* 1910; † 1986) war ein deutscher Volkswirt und Geschäftsführer.

## Leben und Tätigkeit
Nach der Schulbesuch studierte Albrecht Düren Volkswirtschaft und Staatswissenschaften an den Universitäten Halle-Wittenberg und Berlin. Das Thema seiner Diplomarbeit 1936 lautete Die Ukraine als Problem des Weltkriegs. Danach war er ab 1937 bei der Reichsgruppe Handel der Organisation der gewerblichen Wirtschaft in Berlin tätig. Nachdem der Zweite Weltkrieg ausgebrochen war, wurde er zur Wehrmacht einberufen und geriet gegen Kriegsende in Gefangenschaft, aus der er 1947 entlassen wurde. Während des Krieges promovierte er 1942 an der Auslandswissenschaftlichen Fakultät der Universität Berlin zum Thema Das Reich und die Ukraine im Jahre 1918.
Von 1948 bis 1956 war Albrecht Düren als Geschäftsführer der Getreide- und Saaten-Handels- und Einfuhrverbände in Bremen und Hamburg tätig. 1956 erfolgte seine Ernennung zum Hauptgeschäftsführer der Handelskammer Bremen. 1960 wechselte er als Hauptgeschäftsführer an den Deutschen Industrie- und Handelstag nach Bonn. Von 1964 bis 1965 war er zeitgleich auch Mitglied der Sachverständigenkommission für die Deutsche Bundespost und ab 1968 stellvertretendes Mitglied der Kommission für die Reform des Auswärtigen Dienstes. Im Alter von 61 Jahren legte er diese Funktionen 1971 nieder und trat zurück. Er starb 1986.

## Schriften (Auswahl)
- Die Ukraine als Problem des Weltkriegs. Diplomarbeit. 1936.
- Das Reich und die Ukraine im Jahre 1918. Berlin 1942.
- Getreide aus Übersee. Bremen 1953.
- Landwirtschaft und gewerbliche Wirtschaft – gemeinsame Ziele, gemeinsame Lasten. Bonn 1960.
- mit Alwin Münchmeyer, Berthold Martin: Berufsbildung heute und morgen. Deutscher Industrie- und Handelstag, Tübingen 1962.
- mit Willy Brandt, Otto Wolff von Amerongen: Kurs Marktwirtschaft. Fragen, Bekräftigungen, Zusagen. Deutscher Industrie- und Handelstag, Bonn 1971.
- Anpassungsprobleme strukturschwacher Branchen und Regionen in der Bundesrepublik. Mohr Siebeck, Tübingen 1972.
- mit Ernst Heuss, Wolfgang Frickhöffer: Was ist ein Unternehmer? Wiwis, München 1972.